# Орбита захвата
Орбита захвата — тип орбит тел в задачах трёх, {\displaystyle n}-тел, релятивистской задачи двух тел и астродинамике, при которых происходит гравитационный захват одного тела другим более массивным телом с последующим вращением обоих вокруг общего центра масс системы. Орбита характеризуется изменением эксцентриситета со значения e≥1 на значение е<1 относительно выбранного тела. Так как кеплеровы элементы орбиты в случае орбит захвата меняются, то для описания орбиты тела можно использовать параметр Тиссерана.
Такие орбиты встречаются у астероидов, захваченных планетами-гигантами, в аккреционных дисках и у межпланетных автоматических станций.

## Процесс
В задаче свободно движущегося тела эта орбита не имеет никакого смысла.
В задаче двух тел в рамках ньютоновой механики формально этот процесс невозможен. Тело, изначально двигающееся по незамкнутой траектории с большой скоростью, например, по параболе, гиперболе или прямой, не может быть захвачено вторым телом. Частица, прилетающая из бесконечности, имеет неотрицательную полную энергию и снова улетает в бесконечность.
Однако, из-за релятивистских эффектов этот процесс всё же возможен и наблюдается при падении вещества на компактные объекты, чёрные дыры, нейтронные звезды и др. При движении по такой орбите тело в конечном итоге упадёт на компактный объект.
В задаче трёх тел этот процесс возможен даже без учёта теории относительности, но он имеет временный характер. Это является следствием теоремы Пуанкаре об обратимости движения. Чаще всего движение тел рассматривают в условиях ограниченной задачи трёх тел, где третье тело имеет ничтожно малую массу и не влияет на движение двух массивных тел. Есть два варианта возможного захвата. При определённом значений характеристической скорости области возможного движения тела представляют собой две пересекающиеся в окрестности точки Лагранжа L1 сферы — сферы действия двух массивных тел. Тогда тело, вращаясь изначально вокруг одного тела, может попасть в область пересечения этих сфер и быть захваченным гравитацией второго тела.
Вторая возможность реализуется в случае более высокой характеристической скорости. Пресечение двух областей движения происходит в области точки L2. Тело должно двигаться вокруг более массивного тела в системе по орбите, близкой к подковообразной, но иметь большую скорость, чтобы пересечь точку L2 и попасть в область действия менее массивного тела.
В задаче n тел нет надёжной, строго доказанной теории движения и, как следствие, подтверждения существования таких постоянных орбит, но численные модели показывают захват тел на длительном промежутке времени.

## Практическое применение
Данный вид орбиты интересен для расчёта и запуска космического аппарата на перелётную траекторию от планеты к планете.
На сегодняшний день активно используется гомановский перелёт, где космическому аппарату требуется дважды включать двигатель, и биэллиптический перелёт, где двигатель включается трижды.
Для перелёта от планете к планете по орбите захвата аппарату достаточно включить двигатель один раз. Впервые он был использован японским космическим кораблём Хитен в 1991 году, как способ добраться до Луны.
Полёт по таким орбитам будет иметь следующие преимущества:
- так как нет необходимости запускать двигатель, даже при его отказе шансов достижения цели больше. В случае же отказа двигателя при любом другом манёвре шансов выйти на орбиту другой планеты почти нет.
- будет более экономичный расход топлива, а значит, можно отправить больше полезного груза. Но это реализуется не во всех случаях[6].
- можно запустить практически в любое время, нет необходимости ждать узкого окна возможностей запуска

Минусы данного перелёта:
- увеличенное время полёта. В случае полёта на Марс по орбите захвата потребуется более одного года вместо шести месяцев для гомановского перелёта.
- значительная зависимость от скорости аппарата. Диапазон скоростей аппарата при первом включении двигателей очень узок. Выход за границы этого диапазона грозит пролётом аппарата мимо цели.
- Неустойчивость к неучтённым возмущениям. Даже при небольшом внешнем воздействии орбита может сильно измениться. Компенсировать это можно, используя менее мощные, но более эффективные ионные двигатели[9].

## Естественные тела
Естественные тела также наблюдались на орбитах захвата.
Важный фактор, влияющий на орбиты естественных тел на орбитах захвата — резонанс Лидова — Козаи, при котором эксцентриситет орбиты «обменивается» на наклонение и наоборот.
{\displaystyle {\sqrt {(1-e^{2})}}\cos i}
Примеры естественных тел на орбитах захвата:
- Наблюдаются орбиты временного захвата комет планетами-гигантами, например, комета Шумейкеров-Леви 9[11]. Вероятно, кольца планет образовались из захваченных комет, которые потом были разрушены.
- Нерегулярные спутники планет-гигантов. Их орбиты нехарактерны для спутников, сформированных вместе с планетой, а значит, они были захвачены[12][13]. Известно чуть более 100 нерегулярных спутников у всех четырёх планет-гигантов[14][15].
- Спутники Марса Фобос и Деймос также, вероятно, двигались ранее по орбите захвата из пояса астероидов, но есть и другие теории происхождения спутников[16].
- У Земли в 2006—2007 годах был естественный спутник помимо Луны 2006 RH120[17].